# 瞿昙寺
瞿曇寺，藏语称“卓仓拉康果丹代”（藏語：གྲོ་ཚང་ལྷ་ཁང་གཽ་ཏམ་སྡེ།，威利转写：gro tshang lha khang gō tam sde），又称“卓仓多羌”（藏語：གྲོ་ཚང་རྡོ་རྗེ་འཆང།，威利转写：gro tshang rdo rje ’chang），意为“卓仓持金刚佛寺”，位于中国青海省海东市乐都区瞿昙镇，是一座藏传佛教格鲁派寺院。
瞿昙寺是中国西北地区保存最为完整、规模宏大的明朝寺院建筑。

## 历史

### 创建
瞿昙寺位于乐都县城南21公里处的马圈沟口，面朝瞿昙河，背靠罗汉山，北依松花顶，南对照碑山，为大型明代建筑群。
洪武二十五年（1392年），三罗喇嘛三丹罗追在其驻地官隆洞兴建了一座小佛堂，佛堂内供奉持金刚，并派人赴南京请求明朝朝廷护持。洪武二十六年（1393年），明太祖朱元璋赐名“瞿昙寺”，并任命三丹罗追为西宁僧纲司都纲。明朝初年的四位皇帝（明太祖、明成祖、明仁宗、明宣宗）先后下了7道敕谕，派太监率工匠历时36年修建完成瞿昙寺。其中，明朝永乐年间，明成祖下令扩建瞿昙寺，并且用行政命令扩大了该寺上层僧人的宗教首领地位及经济特权。明仁宗、明宣宗进一步扩大了该寺的政治经济特权。明朝宣德二年（1427年），仿北京紫禁城太和殿的瞿昙寺隆国殿完工，瞿昙寺的规制更加宏伟。
明朝初年，朝廷封瞿昙寺创寺僧人三罗喇嘛（即三丹罗追）为大国师，授西宁卫僧纲司都纲，并封土地、划林地，派兵保护寺院，连年布施及赏赐宝物，使瞿昙寺成为安多政教合一的大寺，是明朝同青海藏区进行联系，推行“抚边”政策的枢纽。

### 卓仓
经过发展，瞿昙寺在明朝逐渐成为雄伟的宫殿式建筑群。控制瞿昙寺的来自西藏卓窝垅的桑杰扎西的家族也逐渐成为湟河地区的重要地方家族势力，该家族因“卓窝垅”而得名“卓仓”。因为桑杰扎西是玛尔巴译师的后裔，所以有时将“卓仓”也称作“玛尔仓”，但“玛尔仓”一名用得不广。明朝宣德年间以前，“卓仓”仅为族称。宣德二年（1427年），明朝朝廷将乐都南川条沟作为瞿昙寺的“拉迪”（藏语，意为“香火庄”）后，“卓仓”才逐渐由族称变为族称兼该家族所在地区名称。明初，汉族开始称“卓仓”为“卓仓家”或“梅家”，因为 “卓”的藏语意思是“麦子”，为了符合汉族的习惯便写作“梅”。到了明朝宣德年间，乐都南山七条沟地区已经被汉族人称为“七沟海子”，成为瞿昙寺法定之香火庄，并由此成为卓仓家的地盘。管理该地盘的瞿昙寺囊琐政权又称“卓仓囊琐”或“梅家衙门”。梅家一直掌握当地实权，直到1949年前夕的瞿昙寺的管家梅香曲。
在藏语地名中，寺院地名较为普遍，即一个地区以该地区有较大影响的寺院为名，比如西纳、龙本、申中、祁家、米纳、雪巴等六个部族所居的湟中地区，因塔尔寺的兴建而称为“塔尔寺地区”（藏语称“衮本”）。卓仓地区则并未因瞿昙寺而得名“瞿昙寺地区”，当地藏族人将南山七沟地区称作“卓仓”，称瞿昙寺为“卓仓多杰羌”或“卓仓寺”，当地藏人自称“卓仓巴”或“卓仓哇”。

### 活佛系统、属寺与寺院的衰落
瞿昙寺原来属于藏传佛教噶玛噶举派寺院。明朝末年，格鲁派兴起后，瞿昙寺改宗格鲁派，出现智合仓、卓仓曼巴仓、卓仓居巴仓三个活佛转世系统。其中，智合仓活佛系统将瞿昙寺的创建者三丹罗追追认为第一世，历世智合仓活佛为该寺寺主。实际上，智合仓活佛的转世系统开始于清朝康熙年间获封为“灌顶净觉弘济大国师”的班觉丹增。二世智合仓活佛罗桑丹贝尼玛、三世智合仓活佛噶桑丹增嘉措、四世智合仓活佛罗桑噶桑嘉措曾先后出任塔尔寺第三十六任、第五十六任、第七十六任法台。卓仓曼巴仓活佛系统的罗桑贡却尼玛曾任塔尔寺曼巴扎仓第十五任堪布。卓仓居巴仓活佛系统的噶桑扎西嘉措曾任塔尔寺居巴扎仓第三十九任堪布及塔尔寺第五十任法台。到1949年前夕，瞿昙寺的三个活佛系统仅余智合仓、卓仓居巴仓两个活佛系统，而卓仓曼巴仓活佛系统已经消亡。
瞿昙寺出身于梅家的班觉丹增是第一世（不计追认）智合仓活佛，清朝康熙年间获清朝封为“灌顶净觉弘济大国师”，其侄阿旺宗哲也获同样封号。雍正元年，罗卜藏丹津反清，瞿昙寺受牵连，寺主阿旺宗哲被清朝囚禁于兰州七年，清朝所赐的印诰也被收回。此后，瞿昙寺逐渐衰落。
瞿昙寺在历史上曾经领属13座寺院。但这13座寺院的情况缺少详细的记载。《安多政教史》载，清朝道光二十九年（1849），瞿昙寺有10座属寺，即被称为“卓仓贡扎什伦布”的药草台寺，瞿昙寺背后的宗塔静房、甲本静房、杰拉静房，瞿昙寺正面的辛钦静房，瞿昙寺东边约900米处的尕楞桑珠林寺，瞿昙寺上部沟脑的多杰扎玛静房、角加静房、交头洞静房，位于如今中坝藏族乡的普拉央宗寺。这10座属寺中，除了药草台寺、普拉央宗寺之外，规模均较小，1949年前夕多早已消亡。药草台寺是瞿昙寺的下院，为瞿昙寺僧众主要的学经之所，普拉央宗寺则是瞿昙寺僧众的主要静修地。
明清时期，瞿昙寺负责管辖瞿昙寺沟、峰堆沟、高店沟、马哈拉沟、观音堂沟、双塔沟、虎狼沟等7条沟（当地人称“海子”）。清朝初年，当地有“七份佛差，三份县差”的说法，即农民纳差十分，先给瞿昙寺七分，再给县衙门三分，可见瞿昙寺所收民粮很多。清朝雍正年间，因受罗卜藏丹津事件牵连，清朝取消了佛差，命令“粮入大仓，民归县”。瞿昙寺不再享有政教合一的统治权力。此后，瞿昙寺购买了附近将近5000亩土地，将土地租给农民，以地租为主要收入。根据中共乐都县委统战部的统计资料，1954年，该寺“公众占有水地38.5亩，山地37亩，私人占有山地19.7亩，旱地8.5亩。”合计水地38.55亩，山地56.7亩，旱地8.5亩；此外还有“树林9处，计29.7亩，成材树木3600棵，油房水磨各1座、马1匹、骡2头、牛3头、羊13只、猪4头；另有黄金36两，白银5000两，白洋2100块，作为高利贷或经商资金。”“1958年时，土地达144.8亩（内私人土地40.5亩），马、牛共51头（匹）。”
瞿昙寺的僧众到明朝末年达到500多人，清朝末年为300多人，1949年前夕为60多人。1958年前夕，该寺仅余18户34人（其中活佛2人（智合仓活佛仓成善、卓仓居巴仓活佛梅居巴），完德12人）；主要僧职除两位活佛之外，还有管家梅根登、梅香曲。该寺在智合仓活佛之下设法台、僧官、经头各1人，任期均为3年，负责宗教事务，另外设有众僧管家4人，任期1年，负责寺院的行政事务。瞿昙寺内设有时轮学院。
1958年后，瞿昙寺成为青海省获得保留的11座藏传佛教寺院之一。文化大革命期间，瞿昙寺被关闭，直到1980年重新开放。 

### 1990年代的总体维修
1982年，瞿昙寺被中华人民共和国国务院公布为第三批全国重点文物保护单位之一。1985年，国家文物局派专人组织青海省外的施工队对瞿昙寺瞿昙殿进行落架大修。此后，青海省文化厅文物处组织人员对瞿昙寺文物建筑的病害及残损情况开展调查，自1991年起，多次向国家文物局书面报告及专程汇报。国家文物局领导及专家马自树、罗哲文、宿白、郭旃、傅连兴、晋宏逵等人先后赴瞿昙寺视察。同时，青海省文化厅委托天津大学建筑学系设计瞿昙寺维修总体方案。1995年3月30日，国家文物局在北京召开古建筑专家组专题论证会，瞿昙寺被列为首个项目交付此次论证会审议，论证会通过了瞿昙寺维修总体方案。1995年4月13日，国家文物局领导批准了瞿昙寺维修方案，以文物文字〔95〕285号文件正式立项。
该文件下达之后，1995年5月3日，青海省文化厅召开了厅长办公会，专题部署瞿昙寺维修工作。办公会后，成立了以青海省人民政府副省长白玛为组长，青海省文化厅厅长陈秉智为第一副组长的“瞿昙寺维修工作领导小组”，成立了以青海省文化厅副厅长苏生秀为主任的瞿昙寺维修办公室，并决定由青海省古代建筑考古勘探公司（1994年10月正式成立）承担施工工程，聘古建筑专家罗哲文、傅连兴、王其亨为技术顾问，孙儒涧为工程技术指导。1995年5月6日，瞿昙寺维修工程第一期开工，这是瞿昙寺历史上最大规模的维修工程，也是青海省文物部门首次直接承担重大文物建筑修复工程。1996年，瞿昙寺维修进入第二期第一阶段工程，主要项目为4座小配殿、4座看趣塔、囊谦院落（活佛宅院），于1996年6月通过验收。1997年，进入第二期第二阶段工程，主要项目为宝光殿。1997年4月，在对瞿昙寺前院进行工程勘探时，发现埋在地表下铺于明朝初年的甬路、散水、排水道等的遗迹。此外，在施工中还发现了其他众多文物。1998年，第二期第三阶段工程开始。

### 现状
该寺因所藏珍贵文物以及巨幅彩色壁画而闻名。该寺现存明朝汉藏文对照御制碑以及明清匾额十块，明朝宣德二年所铸青铜大钟一口，香炉三鼎，明钹、象牙佛珠、檀香木佛珠，米拉日巴石雕像，明清皇帝所赐的金印、景泰蓝花瓶、象牙塔等许多珍贵文物。该寺左右迥廊的壁画大约四百平方米，主要为佛本生故事。寺内还珍藏着《甘珠尔》、《丹珠尔》、《宗喀巴大师文集》等佛经及著作三百多部，并有迎请自印度的舍利近百颗，供奉在佛塔内。寺内还有明末清初种植的白旃檀树。信仰藏传佛教的藏族、蒙古族、土族等民族将该寺视为佛教圣地，多来进香朝拜。该寺也是青海省最为知名的花儿盛会区之一。

## 建筑

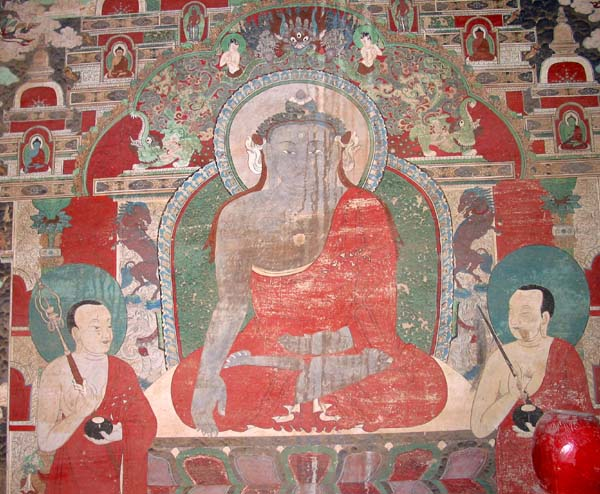
瞿昙寺的壁画之一

据说，瞿昙寺的创建者三罗喇嘛（三丹罗追）选择此地时，罗汉山上有参天的松柏，瞿昙河畔杨柳依依，一股清泉在山间流淌。三罗喇嘛在此放下禅杖歇息，临行时忘记携带禅杖，返回取时，禅杖已经在泉水边扎根生长，后来成了代表高禖的珍珠树。
瞿昙寺位于略呈正方形的城堡内，该城堡为土城，名为“新城”。寺院占新城面积的三分之二，占地面积1.5公顷，建筑面积大约有10,000平方米，分为前、中、后三进院落。寺院坐西北朝东南，中轴线上主要建筑依次为：
- 山门：面阔三间，面积约150平方米。[1]
- 金刚殿：前院西侧有金刚殿，为前院、中院的分界及过道。[1]
  - 御碑亭：藏语称为“四门碑亭”，两座，分别位于前院左右两侧。[1]
- 瞿昙寺殿：位于中院前部，始建于明朝洪武二十五年（1392年），清朝乾隆四十七年（1782年）重修并改建。 [1]
  - 三世佛殿：位于瞿昙寺殿前东北侧。[1]
  - 护法殿：位于瞿昙寺殿前西南侧。[1]
  - 小钟楼、小鼓楼：小鼓楼位于瞿昙寺殿和三世佛殿之间。小钟楼位于瞿昙寺殿和护法殿之间。[1]
  - 镇煞佛塔（看趣塔）：四座，白色，分别位于瞿昙寺殿外四角。四座塔中，以“度母塔”最为古老。[1][2]
- 宝光殿：位于中院后部，明朝永乐十六年（1418年）完工。[1]
  - 小经堂：两座，分别位于宝光殿左右。[1]
- 隆国殿：俗称大殿，和瞿昙寺殿、宝光殿位于同一中轴线上。建于明朝宣德二年（1427年）。隆国殿为瞿昙寺最高大的建筑，面积大约900平方米，重檐庑殿顶，四面设有明廊，立于须弥座台基上，前有月台，月台左右各设九级踏垛，四面围以红砂石栏杆。[1][3]
  - 大钟楼、大鼓楼：位于隆国殿前左右两侧，上设有隔扇槛窗，平台外加护栏。 [1]
  - 壁画廊（七十二间走水厅）：内有巨幅彩色壁画，面积大约400平方米，绘有佛教传说，如《叨利天众迎佛升天宫图》、《善明菩萨在无忧树下降生》、《净饭王新城七宝衣履太子体》、《龙王迎佛入龙宫图》、《六宫娱女雾太子归宫图》等。壁画形象生动，色彩鲜艳。 [1]
  - 囊谦院落（活佛宅院）：位于寺院主体建筑外的东北侧。[2]

## 延伸阅读
- 谢佐：《瞿昙寺》，青海人民出版社，1998年.
- 青海省文化厅 编著，格桑本 主编：《瞿昙寺（画册）》，四川科学技术出版社、新疆科技卫生出版社（K），2000年.